# L'Origine du mal (film)
Pour les articles homonymes, voir L'Origine du mal.
Pour plus de détails, voir Fiche technique et Distribution.
L'Origine du mal est un thriller dramatique franco-canadien écrit et réalisé par Sébastien Marnier, sorti en 2022.

## Synopsis
Stéphane, jeune femme travaillant à la chaîne dans une usine, rend régulièrement visite à sa compagne détenue en prison. Orpheline, elle a retrouvé la trace de son père biologique et finit par avoir le courage de le contacter. Elle fait ainsi la connaissance de Serge, un vieil homme distingué et charmant, riche entrepreneur qui l'accueille chaleureusement et l'invite immédiatement dans sa luxueuse villa du bord de mer. Mais Serge ne vit pas seul : il est entouré de Louise, son épouse fantasque qui dilapide son argent de façon maladive, de sa fille George qui tente de reprendre les commandes de l'entreprise familiale, d'une petite-fille rebelle et d'une domestique sournoise et voleuse... Stéphane n'est absolument pas la bienvenue dans sa nouvelle famille et sa demi-sœur George la met à la porte immédiatement en la sommant de ne plus jamais revenir.
Mais Stéphane va perdre son logement et Serge va lui proposer de venir habiter chez lui. Stéphane découvre peu à peu que Serge est méprisé, harcelé au quotidien par son épouse et sa fille qui le considèrent sénile, violent et inapte à diriger l'entreprise. Serge va se confier à Stéphane et lui ouvrir les portes de son bureau et de son exceptionnelle cave à vins, les seules pièces dont il a toujours interdit l'accès à sa famille et à la domestique.

## Fiche technique
Sauf indication contraire, les informations mentionnées dans cette section peuvent être confirmées par la base de données cinématographiques IMDb,  présente dans la section « Liens externes ».
- Titre original : L'Origine du mal
- Réalisation et scénario : Sébastien Marnier
- Musique : Pierre Lapointe et Philippe Brault
- Décors : Damien Rondeau
- Costumes : Marité Coutard
- Photographie : Romain Carcanade
- Montage : Jean-Baptiste Beaudoin et Valentin Féron
- Production : Caroline Bonmarchand
- Sociétés de production : Avenue B Productions et Micro scope
- Société de distribution : The Jokers / Les Bookmakers
- Pays de production :  France,  Canada
- Langue originale : français
- Format : couleur — 2,55:1 — son 5.1
- Genre : thriller dramatique
- Durée : 125 minutes
- Tournage : de février à avril 2021, dans divers endroits comme l'île de Porquerolles, Le Pradet, Les Sables-d'Olonne, Nantes, La Baule et Le Loroux-Bottereau.
- Dates de sortie :
  - Italie : 1er septembre 2022 (Mostra de Venise)
  - Canada : 14 septembre 2022 (Festival international du film de Toronto)
  - France : 5 octobre 2022
  - Belgique : 6 octobre 2022 (Festival international du film francophone de Namur)

## Distribution
Sauf indication contraire, les informations mentionnées dans cette section peuvent être confirmées par la base de données cinématographiques Allociné,  présente dans la section « Liens externes ».
- Laure Calamy : Stéphane
- Doria Tillier : George
- Dominique Blanc : Louise
- Jacques Weber : Serge
- Suzanne Clément : la détenue
- Céleste Brunnquell : Jeanne
- Véronique Ruggia Saura : Agnès
- Naidra Ayadi : Leila
- Clotilde Mollet : la logeuse

## Accueil

### Critique
En France, le site Allociné propose une moyenne de 3,5⁄5, après avoir recensé 28 critiques de presse.
Au moment de sa sortie, L'Origine du mal est globalement très apprécié. Dans les critiques les plus positives, on peut mettre en avant celle du site Culturopoing : « Le discours n’est pas sans cynisme mais le trajet accidenté pour parvenir à ce constat, écrit et filmé de façon virtuose, est l’un des moments les plus délicieusement cruels que nous ayons vus depuis un moment sur un écran de cinéma, qui plus est en France. L’Origine du mal, réussite notable de cette dernière partie d’année 2022, impressionne durablement, sans pour autant en faire trop dans ses effets, faisant confiance à son impeccable récit et à ses actrices et son acteur au sommet. De la très belle ouvrage ! ».
Autre critique positive, celle du site CinemaTeaser, qui relève pour le réalisateur que « Marnier est un cinéaste d’aujourd’hui et plutôt que se contenter de déplorer le système, il l’invective par ses images, l’interroge, le détourne et joue, à la manière d’un De Palma, avec le ridicule. », et de rajouter que « pour peu qu’on sache s’abandonner aux soubresauts d’un récit, qu’on aime se laisser malmener par un film méchant et mal élevé, romanesque et too much, L’Origine du mal est un pur plaisir de cinéma ».
Pour le site Écran large, « le film pourrait très bien céder au cynisme gratuit, surtout sur deux heures de temps. Mais c'est sans compter d'une part sur la brochette de comédiennes et comédiens, toutes et tous utilisés à bon escient (surtout Laure Calamy et Doria Tillier), ainsi que sur la mise en scène du cinéaste. Cette dernière donne toute sa noirceur au récit, grâce notamment à une utilisation du split-screen, du champ contre-champ et de la combinaison des deux remarquable. Pourtant, on est plus chez Chabrol que chez De Palma. C'est dire à quel point il a réussi à tirer son épingle du jeu ».
De manière générale, la critique s'accorde sur la réussite de la distribution des rôles, avec un film « emmené par des femmes (Jacques Weber, qui joue le patriarche, est le seul homme de la distribution) » et, notamment, pour Le Parisien ici, une « Laure Calamy formidable de nuances et de mystère ». Pour Paris Match, « l’incroyable Dominique Blanc mène un casting choral aux petits oignons, qui fait de ce conte vénéneux et immoral l’un des meilleurs films français de l’année ». Pour L'Obs, on a « des acteurs qui s’amusent, mais [qui] ont du mal à imposer leurs personnages ». Pour aVoir-aLire, « un casting de choc pour un thriller hautement vénéneux autour de rivalités familiales monstrueusement tortueuses ».
Plus sobrement — et plus mitigé —, Le Monde donne une description de la trame du film : « L’Origine du mal est construit sur le même schéma narratif que le précédent film de Sébastien Marnier, L'Heure de la sortie (2018), à savoir l’arrivée d’un élément perturbateur venu parasiter un environnement qui fonctionne sur lui-même ». De fait, le journal invite à aller « voir » le film, sans manifester un plus grand entrain.
Pour Télérama, qui a adoré, dans ce film « il y a du Billy Wilder pour l’ironie carnassière, du Robert Aldrich pour la violence féminine, mais aussi du Brian De Palma, dans la mise en scène qui serpente de pièce en pièce et divise soudain l’écran. Les riches, les pauvres, la convoitise, le poids du secret et les masques qui tombent (en même temps que les corps) : c’est aussi avec Claude Chabrol que ce film vénéneux flirte, en particulier La Cérémonie ».
Dans les critiques négatives les plus explicites, on retrouve celle de Libération : « Atteint du syndrome de l’imposteur — un fléau qui est aussi son sujet, et cette boucle le rend intéressant —, l’Origine du mal, dans le fond, ne prétend bousculer tout le cinoche que pour mieux y retomber, sur ses pattes et dans ses traces. » Du côté de Première, « le point de départ de L’Origine du mal, qui pourrait être celui d’une saga de l’été du service public, [est repeint] aux couleurs d’une satire chabrolienne ». Également inspiré du cinéma de De Palma, le film ne parvient pas, selon le critique, à « injecter plus de folie baroque à la mise en scène, pour définitivement larguer les amarres de la raison, et qu’on ferme les yeux sur les invraisemblances du script et sa théâtralité surannée ».

### Box-office
Pour son premier jour d'exploitation en France, L'Origine du mal réalise 7 786 entrées (dont 2 414 en avant-première), pour 185 copies. Ce score permet au film de se positionner quatrième du box-office des nouveautés de la semaine, derrière Ticket to Paradise (29 503) et devant le drame belge Tori et Lokita (6 998). Au bout d'une première semaine d'exploitation, le long-métrage totalise 56 107 entrées et se classe en dixième position du box-office, derrière Les Enfants des autres (66 516).
| Pays ou région | Box-office      | Date d'arrêt du box-office | Nombre de semaines |
| -------------- | --------------- | -------------------------- | ------------------ |
| France         | 138 384 entrées | 10 janvier 2023            | 14                 |
| Total mondial  | - $             | -                          | -                  |